# 陳柏清
陳柏清（1998年10月25日—），綽號柏青哥，臺灣職業棒球选手，守備位置為投手，目前效力於中華職棒台鋼雄鷹，於2022年被台鋼雄鷹隊以第八輪第十二指名選進。職棒一軍初登板於2024年4月6日，面對富邦悍將隊的比賽。

## 生涯
陳柏清少年時期為南投縣當地鳳凰國小少棒隊的球員，右撇子的他在少棒教練建議下改練左手投球、擊球。而在高中時轉往中興中學後又因接受青棒教練的指示，專一往投手發展。高中生涯結束後，在現任味全龍選手全浩瑋（當時為陳柏清的學長）的推薦下，轉往南華大學就讀。
大學時期中，陳柏清曾因投球致手肘韌帶撕裂導致須休養一年，期間透過高濃度血小板血漿（PRP）治療。畢業後，陳柏清在南華大學時任教練蔡仲南推薦下參加2021年中華職棒季中選秀會，然落選。此後陳柏清改至業餘球隊安永鮮物先進行一年的比賽，2022年再次參加季中選秀，獲得了當時初創立隊伍台鋼雄鷹隊的指名。
2023年年末，陳柏清作為台鋼雄鷹隊的唯一球員參加了亞洲職棒冠軍爭霸賽，代表中華職棒出賽，上場分別對日本投0.1局無失分，以及於季軍賽對澳洲投2.1局失2分。
由於初創立成隊需在二軍進行一年比賽，因此陳柏清實際在一軍初登板為2024年的4月6日，然表現不盡理想，擔任先發投手的他主投2.2局即失7分提前退場，中職之內為初登板的第5人。
2024年年末，陳柏清再次作為雄鷹隊的唯一代表參加了世界棒球12強賽，並以先發的身分，於預賽對戰日本，以及於複賽對戰美國及日本。

## 職棒生涯成績
| 年度 | 球隊     | 出賽 | 先發 | 勝投 | 敗投 | 中繼 | 救援 | 完投 | 完封 | 四死 | 三振 | 責失 | 投球局數 | 自責分率 | 被上壘率 |
| ---- | -------- | ---- | ---- | ---- | ---- | ---- | ---- | ---- | ---- | ---- | ---- | ---- | -------- | -------- | -------- |
| 2024 | 台鋼雄鷹 | 19   | 18   | 6    | 10   | 0    | 0    | 0    | 0    | 53   | 47   | 40   | 102.0    | 3.53     | 1.30     |
| 合計 | 1年      | 19   | 18   | 6    | 10   | 0    | 0    | 0    | 0    | 53   | 47   | 40   | 102.0    | 3.53     | 1.30     |

## 外部連結
- 陳柏清在中華職棒官網
- 陳柏清在Baseball-Reference.com（小聯盟以及海外聯盟）（英语）
- 陳柏清在台灣棒球維基館上的頁面（繁體中文）
- 陳柏清的Instagram帳戶